# Pueblo Brugo

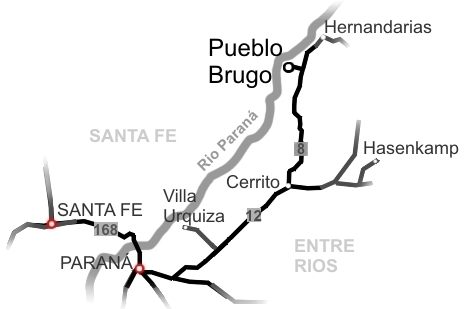
Mapa de ubicación a la localidad de Brugo.

Pueblo Brugo es una localidad y municipio del distrito Antonio Tomás del departamento Paraná, en la provincia de Entre Ríos, República Argentina. Se encuentra a 72 km de Paraná por la ruta nacional n.º 12 y la ruta provincial n.º 8.
Su jurisdicción comprende, sobre los brazos del río Paraná una extensión de 50 km de largo (norte-sur) por 25 km de ancho (este-oeste). Los límites como junta de gobierno fueron ampliados el 29 de diciembre de 2011 por decreto 408/2011 MGJ previendo su futura transformación en municipio.
Pueblo Brugo integra la Microrregión Camino Costero Río Paraná, un acuerdo regional de localidades ubicadas al noroeste de la provincia de Entre Ríos.

## Población
La población de la localidad, es decir sin considerar el área rural, era de 555 personas en 1991 y de 590 en 2001. La población de la jurisdicción de la junta de gobierno era de 674 habitantes en el año 2001, y de 946 habitantes en el año 2010, representando un incremento del 40,35 % con respecto al censo anterior del año 2001.

## Municipio
En el marco del decreto n.º 501/2018 del Ministerio de Gobierno de la provincia, el 28 y 29 de julio de 2018 la Dirección General de Estadística y Censos de Entre Ríos llevó a cabo el relevamiento de población para cumplir con la condición de transformación futura de junta de gobierno de primera categoría a municipio, arrojando como resultado 1660 habitantes. Superó así el mínimo de 1500 habitantes requerido por ley para ser declarada municipio.
El 13 de diciembre de 2018 fue sancionada la ley n.º 10663 que aprobó el censo y el ejido del futuro municipio, siendo promulgada el 26 de diciembre de 2018.
El municipio fue creado el 17 de enero de 2019 por decreto n.º 14/2019 MGJ del gobernador Gustavo Bordet, y se hizo efectivo el 11 de diciembre de 2019, luego de que sus autoridades fueron elegidas en las elecciones de 9 de junio de 2019.

Art. 1º.- Declárese Municipio a partir del 11 de diciembre de 2019, con todos los derechos y obligaciones de las disposiciones legales vigentes - Ley Nº 10.027- a la localidad de Pueblo Brugo, Departamento Paraná, que en lo sucesivo se denominará, Municipio de Pueblo Brugo.-

## Historia

### Fundación
Según referencias de antiguos pobladores, el origen de esta localidad se debió al aprovechamiento del puerto. En un principio, por su zona de pedregullo se la denominó “Puerto Piedras”, lugar agreste y rocoso.
Su fundador, Carlos Antonio Brugo, compró a Enrique Tabossi las tierras sobre las cuales se fundaría esta localidad. Se organizó primero los lotes rurales en 1879 y luego la traza del Pueblo que alcanzaría de inmediato un gran desarrollo sobre la base de la actividad productiva agrícola de la colonia. Las hectáreas compradas fueron desmontadas por hacheros y los solares creados fueron entregados a los colonos, posteriormente se donó parte de las mismas para implantar instituciones.
No se debe confundir Brugo con Colonia 3 de Febrero, actual San Benito (Entre Ríos) y cuyo fundador también es Carlos Brugo, ya que a finales del siglo XIX eran colonias y utilizaban el mismo nombre hasta que ambas formalizaron su denominación.
La fecha de fundación de Brugo, sin tener en cuenta el decreto fundacional, que fue posterior, data de 1887. Por decreto del 20 de agosto de 1892 del gobernador Sabá Hernández se atendió la solicitud formulada por Carlos Brugo para la aprobación de los planos de la Colonia Pueblo Brugo.

Vista la solicitud de Don Carlos Brugo, pidiendo que la Colonia que tiene establecida sobre la costa del Río Paraná en el distrito Antonio Tomás de este Departamento, llamada «Pueblo Brugo», sea comprendida en los beneficios que acuerda la Ley de 17 de Setiembre de 1888 y Decreto reglamentario, y que se apruebe la traza del Pueblo y Colonia nombradas-

En 1919 Francisco Bertozzi realizó el plano oficial con la ya denominación de Pueblo Brugo que contaba con 8 manzanas de largo e igual de ancho dispuestas frente al río Paraná, dicha superficie se mantiene hasta la fecha actual.

### Primeras instituciones
Una vez logrado su reconocimiento legal se crearon las primeras instituciones, alcaldía y comisario de órdenes en 1893, un año después el juzgado de paz, el registro civil y Prefectura Naval Argentina el 26 de julio de 1906. La primera escuela data de 1892 en tanto que en 1899 existía una escuela elemental de 2.º y en 1911 se levantó el edificio que ocupa hoy la escuela elemental mixta Miguel de Azcuénaga. También contó con un centro social y biblioteca popular fundada el 14 de noviembre de 1905 que contó con una biblioteca subvencionada por el gobierno nacional.

### Lapso de apogeo
La prosperidad fue en aumento durante 5 décadas, convirtiéndose en uno de los pueblos más avanzados de Entre Ríos[cita requerida]. En la década de 1930 a 1940 alcanzó su florecimiento máximo, su movimiento portuario superó ampliamente a otros puertos de la costa del Paraná y llegó a contar con una población cercana a los 4500 habitantes.
El pueblo logró consolidar su actividad con importantes fábricas de yeso, hornos de ladrillos y la textil S.A. La Caranday, la primera firma argentina dedicada la industrialización de la fibra de un tipo de palmera con el mismo nombre. El río cumplía un papel fundamental para que la materia prima llegue en jangadas y los productos terminados salieran en barcos.
Además, en esta localidad se instaló la primera sucursal del Banco de la Nación Argentina de Paraná Campaña, una Receptoría de Rentas Nacionales, delegación de policía, oficina marítima, despacho de aduana, varias compañías de seguros generales, y en el puerto un embarcadero flotante, importante en la costa del Paraná por su calado.
Se establecieron las primeras industrias entre ellas la más renombrada Sociedad Anónima Formio Argentino con su central en Paraná, La Caranday, La Hiladera Argentina, compañías cerealeras como Angerami y Yankelevich, Cooperativa Agrícola Mixta Ltda. Gral San Martín, Barbagelata y Gabay, y Mauricio Guibert. También se instalaron representaciones como International Haevester Company, Celulosa Argentina, Compañía Argentina de Cemento Portland, nafta Texaco, entre otras.

### Declinación
Esta relación, del rol urbano vinculado al río, entra en crisis décadas después con la nueva estructura de comunicaciones, cuando las trazas ferroviarias y luego las viales, se construyen lejos de la costa favoreciendo poco a poco al encarecimiento del pueblo.
A causa de la desactivación del puerto, se desencadenó el cierre de las fábricas, casas comerciales, y el exilio de los pobladores en búsqueda de trabajo. A partir de los siguientes años hay una clara tendencia al despoblamiento convirtiéndose plenamente en un poblado rural.

### Actualidad
Puesto como lugar turístico dentro de los itinerarios de la provincia, cuenta con alojamientos y pequeños comercios que atienden a los residentes y turistas que visitan la zona. Entre sus habitantes hay pescadores, ganaderos y agricultores. Las construcciones en su mayoría tienen sus fachadas con ornamentación perteneciente al período del eclecticismo academicista que aún se conservan, algunas además de ser viviendas albergan negocios familiares, restaurantes, proveedurías. Sus costas se utilizan para la actividad pesquera, fines turísticos y movimiento portuario de yeso y cereales.

## Aspecto físico

### Suelo
Se aprecia arena, arcilla y limo. En su constitución se ve la formación de broza, sedimentación calcáreas y piedras calizas de formas redondeadas y riñonadas o cribadas, otras con afloramientos en zonas del lugar hasta Piedras Blancas (Argentina) y Hernandarias (Entre Ríos).
Los terrenos en zona urbana son relativamente altos, tajados por grandes zanjas producto de la erosión pluvial, y el continuo desprendimiento y arrastres del suelo por acción de las lluvias. El relieve en el área rural es llano, interrumpido por suaves ondulaciones. El borde costero consta hacia el norte de superficie barrancosa y abundancia de pedregullo, hacia el sur la geología cambia mostrando áreas de bañados y lagunas con terrenos bajos y anegadizos.

### Clima
El clima en general es el mismo que para zona del litoral de la provincia de Entre Ríos.
La humedad del ambiente es bastante elevada debido a la evaporación de las aguas de río, arroyo y laguna.

### Hidrografía
La hidrografía de la zona está compuesta principalmente por un avenamiento impedido, una maraña que desembocan en dos arroyos importantes: El Antonio Tomas con sus subordinados Potrero al norte, Manantial y Corralitos al noroeste, y Maltucha y Chañar al sur, el otro importante: El María Chico con sus subordinados Tamberas y Cañadas de las Vizcachas que traen sus caudales desde la Colonia San Martín y Puerto Curtiembre. Estos drenan prácticamente en toda su extensión al distrito, siendo por lo tanto una zona óptima para la agricultura y la ganadería que se sirven de sus aguas.
Delimitando al sur de la localidad, intersecando los arroyos, se encuentra un enorme reservorio llamado “Carlos Brugo” conocido por los lugareños como “La Laguna”. El humedal tiene un suelo inundable con niveles de agua permanentes de acuerdo al nivel del río y estacionales de acuerdo a la periodicidad de las lluvias. Además, contiene abundante vegetación dominada por plantas acuáticas y separadas en diversos microhábitats de aves, peces, reptiles y mamíferos.

### Fauna y flora
Abundan iguanas, zorros, carpinchos, nutrias, liebres, vizcachas, comadrejas, zorrinos, patos, bandurrias, gallaretas, teros, biguaes, pirinchos, boyeros, loros, cardenales, zorzales, benteveos, calandrias, gorriones, crespines, chajáes, chicharras, mariposas, lagartijas, tortugas, culebras, ranas y sapos.
En los ríos y arroyos la fauna ictícola la conforman: anguilas, sábalos, paties, mandubíes, bagres, moncholos, armados, dientudos, blanquitos, surubíes, mojarras, rayas, etc.
Con respecto a la vegetación, es típica de la región y dependiente del clima de la provincia de Entre Ríos, se pueden apreciar: Bosquecillos (árboles grandes como seibos, sauces, tipes, jacarandás) Montes Bajos (aromos, espinillos, chañeros, talas, ubajayes, palmas) Bosques de Galerías (algarrobos, ñandubayes, quebrachos, talas) Vegetación de Lagunas (paja, totora, camalotes, verdolagas, etc) Vegetación de Zonas Secas (chilcas, cardos, abrojos, pencas, etc.) Frutos Silvestres (pisingallos, burucuyá, las tunas, etc.).

## Festejos tradicionales

### Fiesta Departamental de Juntas de Gobierno
Cada año se realiza esta fiesta con la presencia de las Juntas de Gobierno del Dpto. Paraná, con una comida en general, elección de reina y bailanta con diferentes grupos musicales.

## Turismo

### Caza y pesca
La temporada ideal de la caza deportiva se lleva a cabo entre los meses de mayo y agosto. Dentro de 1800 hectáreas de campo habilitadas para la caza menor se encuentran, perdices, patos, liebres y vizcachas. La actividad se realiza con la compañía de un guía profesional o por sus propios medios.
En el espejo de agua dulce que baña la costa se pueden encontrar las más variadas especies, pudiendo mencionar: dorado, surubí, boga, armado, tararira y patí, entre otros.
Además se puede disfrutar de campamentos, alquiler de embarcaciones, avistamientos de aves, caminatas y cabalgatas.